# Rhinobatos obtusus
Rhinobatos obtusus är en rockeart som beskrevs av Müller och Henle 1841. Rhinobatos obtusus ingår i släktet gitarrfiskar, och familjen Rhinobatidae. IUCN kategoriserar arten globalt som sårbar. Inga underarter finns listade i Catalogue of Life.